# Juraj Krnjević
Juraj Krnjević (ur. 19 lutego 1895 w Ivanić-Gradzie, zm. 9 stycznia 1988 w Londynie) – chorwacki i jugosłowiański polityk oraz prawnik.

## Życiorys
Studiował prawo w Wiedniu i Budapeszcie.
W 1919 roku został członkiem partii Hrvatska pučka seljačka stranka (HPSS). Został najbliższym współpracownikiem Stjepana Radicia. Rok później wziął udział w wyborach do Konstytuanty i uzyskał mandat poselski. W późniejszych latach skutecznie ubiegał się o reelekcję. W 1923 roku został sekretarzem Chorwackiej Partii Chłopskiej (HSS).
W latach 1925–1927 był ministrem polityki społecznej w tzw. rządzie Pašicia-Radicia. W 1928 roku został wybrany sekretarzem generalnym HSS. W trakcie tzw. Šestojanuarskiej diktatury (po 1929) udał się na emigrację do szwajcarskiej Genewy. Próbował uzyskać poparcie polityczne w Lidze Narodów dla kwestii chorwackiej. Do kraju powrócił w 1939 roku po zawarciu układu Cvetković-Maček. Po wybuchu II wojny światowej ponownie opuścił kraj.
W latach 1941–1944 był ministrem w rządzie Królestwa Jugosławii na uchodźstwie oraz jego wiceprezesem. Dążył do przywrócenia funkcjonowania Banowiny Chorwacji po zakończeniu wojny. Na obczyźnie wraz z Vladkiem Mačkiem organizował emigracyjne struktury HSS. Jego pogląd na „kwestię chorwacką” uległ zmianie – stał się zwolennikiem niepodległości Chorwacji. W 1964 roku, po śmierci Mačka, został prezesem HSS i sprawował tę funkcję do końca życia. Był także redaktorem partyjnego biuletynu „Seljački dom”.